# باول كرودر
باول كرودر (بالإنجليزية: Paul Crowder)‏ هو موسيقي ومونتير ومخرج بريطاني، ولد في 30 ديسمبر 1962 في لندن في المملكة المتحدة.

## وصلات خارجية
- باول كرودر على موقع IMDb (الإنجليزية)
- باول كرودر على موقع ألو سيني (الفرنسية)
- باول كرودر على موقع أول موفي (الإنجليزية)
- باول كرودر على موقع قاعدة بيانات الأفلام السويدية (السويدية)
- باول كرودر على موقع ديسكوغز (الإنجليزية)
- باول كرودر على موقع قاعدة بيانات الفيلم (الإنجليزية)
- باول كرودر على موقع كينوبويسك (الروسية)